# Thủy thủ Sao Thủy
Mizuno Ami (水野 亜美 (Thủy-Dã Á-Mỹ)), được biết nhiều hơn với cái tên Sailor Mercury (セーラー マーキュリー Sērā Mākyurī), là một nhân vật trong bộ truyện Sailor Moon được viết bởi Naoko Takeuchi, là hoá thân khác của . Ami là một học sinh trung học, là thành viên của nhóm Chiến binh Thủy thủ, cô chiến đấu để bảo vệ Hệ mặt trời khỏi bọn ác quỷ.
Ami là thành viên đầu tiên được tìm thấy bởi Sailor Moon, quyền năng của cô được tượng trưng cho nước. Với bộ óc sắc bén, khả năng phân tích siêu phàm, cô là bộ não của cả nhóm. Ami là Chiến binh của nước và trí tuệ (水と知性の戦士) hoặc Chiến binh của kiến thức (知の戦士), dưới sự giám hộ của hành tinh của nước (nghĩa đen của từ "Mercury" trong Nhật Bản).
Ngoài series Sailor Moon, cô còn là nhân vật chính trong ngoại truyện đặc biệt Mối tình đầu của Ami (Ami's First Love)

## Thân thế

Ami trong đồng phục học sinh dưới nét vẽ của tác giả Naoko Takeuchi

Ami sinh ngày 10 tháng 9, mang nhóm máu A, thuộc chòm sao Xử Nữ. Cô có chiều cao trung bình, cao hơn Minako và Usagi và có mái tóc ngắn giống mẹ cùng với đôi mắt màu xanh biển.
Trước khi gặp Usagi, cô là một cô gái nhút nhát, không dễ kết bạn vì cô thường chỉ thích ngồi một mình đọc sách. Những người bạn cùng lớp với Ami nghĩ rằng cô là một người kiêu ngạo và ít khi tiếp xúc với cô, cho đến khi Usagi bắt đầu làm bạn với cô. Khi mèo Luna bất ngờ nhảy xuống trên vai mình, Ami đã cho rằng Luna là thiên thần từ trên trời rơi xuống và Usagi thấy điều đó rất dễ thương. Ami là một nữ sinh thiên tài, có trí nhớ siêu phàm và giải nhiều bài toán hóc búa, thường đứng đầu trong kì thi quốc gia và thường xuyên trách những thành viên khác khi họ không làm bài tập về nhà. Cô thường ám ảnh với việc trở thành học sinh xuất sắc nhất. Các bạn cùng lớp cô cho rằng cô là siêu nhân và có chỉ số IQ là 300. Toán học và các môn khoa học là môn yêu thích của cô. Ami có một ước mơ là trở thành bác sĩ giống như mẹ cô, và đã có cơ hội được đi du học ngành y tại Đức (trong anime 90s), nhưng cuối cùng cô quyết định ở lại chiến đấu cùng các chiến binh thủy thủ khác để bảo vệ công chúa. Ami đã bị khán giả gán với cái mác "yếu đuối" vì cô nàng thường không trực tiếp chiến đấu. Nhưng nếu đánh giá ở góc độ đội hình tác chiến thì nhận định đó hoàn toàn sai trái. Vì các thành viên khác trong đội thủy thủ thường sử dụng sức mạnh của mình đánh thẳng vào kẻ thù nên bề ngoài trông họ có vẻ mạnh mẽ hơn. Ami thì không như vậy. Cô nàng chủ trương tấn công vào địa hình hay không gian xung quanh kẻ thù mình. Cô có thể phủ kín cả mặt trận chiến đấu bằng sương mù, mưa gió hoặc cả một trận bão tuyết dữ dội. Bình tĩnh và điềm đạm, cô là bộ não của cả nhóm, là người phân tích điểm mạnh yếu của kẻ thù và vạch ra chiến lược chiến đấu. Cô nàng mạnh mẽ hơn những gì bạn nghĩ đấy! Những người khác thường dựa vào các kế hoạch và những phân tích của cô. Tuy nhiên, đôi khi họ lại nghĩ rằng cô nên "thư giãn" một chút.
Ami là một cô gái trưởng thành, suy nghĩ thấu đáo và luôn quan tâm đến người khác. Cô thường hay thiếu cảm giác an toàn, không thích cãi vã (nhất là những cuộc cãi vã giữa Usagi và Rei) và những việc như làm hại người vô tội. Điều này còn được ghi ra trong tiêu đề của anime 90s tập 122, khi cô đã thuyết phục Sailor Neptune và Sailor Uranus không giết Hotaru. Như tất cả các Thủy thủ khác, cô luôn trung thành với Sailor Moon, thậm chí có thể hy sinh tính mạng để bảo vệ công chúa của mình.
Trong phiên bản live action, Ami ít ngây thơ và tin tưởng vào mọi thứ hơn, cô là một người đầy mâu thuẫn, mong muốn trở thành bác sĩ là áp lực từ mẹ cô gây ra, và có lần Ami đã bị bắt cóc sau đó bị Kunzite tẩy não, lúc này cô được gọi là Akumi.
Ami dành phần lớn thời gian cho học tập và chiến đấu trong vai trò Sailor Mercury. Chút thời gian còn lại là cho những sở thích của cô. Ami thích chơi cờ vua và bơi lội. Cô đều xuất sắc trong cả hai việc này. Ami cũng thích nghe nhạc và đọc tiểu thuyết ngôn tình (mặc dù cô rất ngượng khi phải thừa nhận điều đó). Trong anime 90s, Ami cũng có những tài năng và sở thích khác. Bao gồm cả sáng tác lời bài hát và sửa xe hơi.

### Gia đình
Ami sống với mẹ, mặc dù họ không thân thiết với nhau cho lắm vì sự bận rộn của mẹ Ami - một bác sĩ. Cha của cô - một họa sĩ - đã ly hôn với mẹ cô. Ông gửi thiệp sinh nhật cho Ami mỗi năm. Nhưng Ami rất ít khi nhìn thấy bố cô.
Trong Parallel Sailor Moon, Ami đã kết hôn với một người đàn ông và có một đứa con, được gọi là Ami Jr. Ami và chồng đều là bác sĩ, nhận lương thấp và con gái cô cũng là một Chiến binh Thủy thủ.

### Các mối quan hệ
Ami thường đặt việc học hành lên trên chuyện tình cảm, cô cho rằng học là nhiệm vụ, mục tiêu quan trọng nhất của đời mình. Điều này một phần là do Ami rất dễ xấu hổ. Khi nhận được thư tình, cô ngượng đến mức trên mặt sẽ nổi phát ban.
Trong season đầu tiên của anime 90s, Ami và Ryo Urawa có tình cảm với nhau. Nhưng mới đầu Ami đã từ chối, nói rằng cô không có thời gian dành cho một người bạn trai. Hai người cũng đã đi hẹn hò với nhau, nhưng ngay sau đó, Urawa lại rời khỏi Tokyo. Trong phần cuối của season 1, Urawa đã xuất hiện dưới dạng một ảo ảnh được tạo ra bởi DD Girls để dụ các chiến binh thủy thủ đến gần. Cậu không được đề cập đến trong Series Sailor Moon lần nào nữa.
Trong anime 90s phần 5, Ami đã bị thu hút bởi một thành viên trong nhóm Three Lights - Taiki Kou. Taiki là một người thông minh và cũng hiểu biết nhiều như Ami. Tuy nhiên, sự tin tưởng của Ami về Sailor Moon lại "đụng độ" với những lời nói đầy lạnh lùng và việc ghét các Chiến binh Thủy thủ của Taiki. Hai người cũng thường "cặp" với nhau trong suốt Season này, nhưng thực ra giữa hai người không có tình cảm.
Trong anime phiên bản 90s, em trai của Usagi - Shingo được cho là có tình cảm với Ami
Trong Senshi/Shitennou, có một bức được vẽ bởi Naoko Takeuchi, có hình Ami được ghép với Zoisite. Cặp đôi này chỉ xuất hiện trong musicals và trong hai bài hát là Itsuwari no Forevermore và Koi no Dangerous. Hai người cũng xuất hiện nhiều trong các fanfic. Trong live action, Ami dường như có đôi chút cảm thấy thương hại cho Nephrite, bằng chứng là việc Dark Mercury đã đưa một chiếc áo choàng mới cho Nephrite. Sau khi được tái sinh như một con người, Nephrite đã cố gắng tìm một món quà để trả ơn Ami.

### Nhạc kịch
Trong nhạc kịch, Ami được đóng bởi Ayako Morino, Yukiko Miyagawa, Hisano Akamine, Mariya Izawa, Manami Wakayama, Miyabi Matsuura và Momoyo Koyama. Một số vở nhạc kịch có cốt truyện tập trung đến Ami, đặc biệt là có liên quan đến giấc mơ của cô, lòng trung thành của cô với Sailor Moon. Một số ví dụ như: Sailor Moon S - Usagi Ai no Senshi e no Michi, Sailor Moon SuperS - Yume Senshi - Ai - Eien ni... và Shin / Henshin - Super Senshi e no Michi - Last Dracul Jokyoku.
Ami trong nhạc kịch Sailor Moon ít ngây thơ và nhút nhát hơn trong các phiên bản khác. Thậm chí đôi khi cô còn lớn tiếng với Usagi.

## Biệt hiệu

### Sailor Mercury
- Anime 90's

Trong Anime, Sailor Mercury từng sống ở Thiên Niên Kỷ Bạc, với trách nhiệm là bảo vệ Công chúa Serenity cùng với Sailor Mars, Sailor Jupiter, Sailor Venus. Tất cả bốn hộ vệ đã bị Nữ hoàng Metalia giết trong một vụ tấn công bất ngờ tới mặt trăng của Vương Quốc Bóng Tối. Queen Serenity đã gửi các Senshi tới tương lai để được đầu thai.
Sailor Mercury được tái sinh trên Trái Đất với hoá thân là Ami Mizuno. Quyền năng của cô khi đó chưa được thức tỉnh. Cô là người thứ 3 được thức tỉnh trong số các Senshi, và là người thứ 2 - sau Sailor Moon - được Luna thức tỉnh.
Trong những tập cuối cùng của Season 1, cả nhóm đã phát hiện ra Vương Quốc Bóng Tối được đặt tại điểm D ở Bắc Cực. Đã đến lúc họ phục hồi lại ký ức về cuộc sống trước đây, và ngăn chặn sự tấn công từ Metalia. Tuy nhiên, họ phải đối mặt với 5 Youma cực kì mạnh của Vương Quốc Bóng Tối - DD Girls - trước khi thâm nhập được vào Vương Quốc Bóng Tối. Các DD Girls được giao nhiệm vụ tiêu diệt các Senshi. Sailor Mercury đã bị 3 kẻ trong số 5 DD Girls giết, mặc dù cô đã phá vỡ được viên đá tạo ra ảo ảnh của Youma lãnh đạo nhóm DD Girls.
Chỉ có mình Sailor Moon sống sót trong cuộc chiến, nhưng linh hồn của Sailor Mercury và các Senshi khác đã tập hợp lại, cùng chiến đấu với Sailor Moon trong cuộc chiến chống Super Beryl. Metalia cuối cùng đã bị tiêu diệt, Sailor Moon muốn bản thân cô và mọi người trở về cuộc sống cũ. Pha Lê Bạc đã giúp cô toại nguyện, hồi sinh nhóm thủy thủ và Mamoru, đưa họ trở lại Azabu - Juuban, không có ký ức gì về khoảng thời gian làm Sailor Senshi. Chỉ duy Luna và Artemis là nhớ về những ký ức đã xảy ra.
Hoà bình kéo dài không bao lâu, Artemis và Luna buộc phải thức tỉnh các chiến binh - một lần nữa, vì sự xuất hiện của hai kẻ ngoài hành tinh là Ann và Eiru. Sailor Mercury và những người khác đã lấy lại được ký ức, sử dụng được sức mạnh của mình.
Khi Sailor Moon và Sailor Chibi Moon bị mắc kẹt với Fisheye trong trận chiến với Dead Moon, Pegasus đã tiếp thêm sức mạnh cho đội thủy thủ, giúp họ đạt được hình thức "Super". Star Power Stick của Sailor Mercury đã được đổi thành Crystal Change Rod, cho phép cô biến từ Ami Mizuno thành Super Sailor Mercury.
- Manga, Sailor Moon Crystal and Sailor Moon Eternal

Sailor Mercury đã chết cùng các Senshi khác trong trận chiến với Nữ hoàng Metalia. Tuy vậy, cô đã được hồi sinh cùng với các Senshi khác. Khi nhóm Mặt Trăng Đen (Black Moon) xuất hiện, Sailor Mercury đã bị Berthier bắt và giam giữ một thời gian. Quyền năng của Sailor Mercury đã được nâng cấp lên nhờ Neo Queen Serenity. Cô đạt đến hình thức "Super" cùng với các Senshi khác ở gần cuối Infinity Arc (Tương ứng với Season 3 trong Anime).
Trong Dream Arc, cô bị Fisheye tấn công và được cứu bởi Guardian Mercury, người đã trao cho cô Pha lê Sao Thủy (Mercury Crystal) để cô có thể trực tiếp biến hình thành Super Sailor Mercury và kêu gọi Mercury Harp (Đàn hạc sao thủy).Sau đó, cô xuất hiện trong hình hài là một Princess, cùng với các Senshi khác để cấp cho Sailor Moon sức mạnh của lâu đài của họ, cho phép Sailor Moon biến thành Eternal Sailor Moon. Cô đã trải qua cuộc nâng cấp sức mạnh và trang phục cuối cùng trong Stars Arc. Cuối cùng, Mercury Crystal của cô đã bị đánh cắp bởi Sailor Aluminum Seiren.
Sailor Galaxia đã ném tất cả các pha lê của các Senshi trong Hệ Mặt Trời xuống Galaxy Cauldron, khiến chúng bị tan chảy. Nhưng Sailor Moon đã "khôi phục" lại tất cả những Senshi - những người bạn của cô - đã rơi xuống Cauldron và cho phép họ trở lại cuộc sống trước đây. Trong tương lai, người ta thấy rằng Sailor Mercury vô cùng trung thành với Neo Queen Serenity và King Endymion. Cô ấy bảo vệ Crystal Tokyo cùng với những Senshi khác.

### Dark Mercury
Dark Mercury, người cũng đã được gọi bằng biệt danh không chính thức của Darkury hoặc Dark Sailor Mercury ở ngoài bộ phim, là hình thức xấu xa của Sailor Mercury, chỉ xuất hiện trong PGSM. Cô xuất hiện lần đầu tiên trong Act 21, sau khi Sailor Mercury bị bắt cóc và tẩy não bởi Kunzite.
Lúc đầu, cô xuất hiện như người bình thường, nhưng có phần lạnh lùng hơn Ami (các nhân viên sản xuất gọi là Akumi (悪美; nghĩa là Vẻ đẹp tà ác). Nhưng ngay sau đó, cô biến thành Dark Mercury. Cô thay đổi nhiều đến mức khiến cho các Senshi khác cũng cảm thấy sợ hãi.
Cô thường tỏ ra thiếu tôn trọng đối với Kunzite và các Shitennou, thậm chí cả Queen Beryl. Đôi khi cô cũng thể hiện lòng tốt, chẳng hạn như sửa áo choàng của Nephrite.
Dark Mercury trở lại bình thường trong Act 29, sau khi cô nhận ra mình đã làm tổn thương Sailor Moon. Tuy vậy, Ami không có ký ức gì về những việc cô ấy đã làm lúc là Dark Mercury.

### Princess Mercury
Sailor Mercury được gọi là Princess Mercury khi ở Thiên Niên Kỷ Bạc. Cô cai trị hành tinh của mình từ lâu đài Mariner.
Mặc dù nhà của cô ở trên Sao Thủy, nhưng Sailor Mercury đã có mặt tại buổi lễ, nơi mà cô và các Senshi khác thề sẽ bảo vệ Princess Serenity và phải đối mặt với nữ hoàng Nehellenia lần đầu tiên. Sau đó, cô đã cư trú ở mặt trăng để bảo vệ Princess Serenity. Trong quá khứ, cô đã thấy rằng mình mang sách tới và khích lệ Công Chúa học hỏi. Cô đã chết trong cuộc chiến tranh giữa Trái Đất và Mặt Trăng. Ở hiện tại, cô được tái sinh là Ami Mizuno cho đến khi được Luna thức tỉnh và cùng chiến đấu với các Senshi khác.

## Những phụ kiện của Thủy thủ sao Thủy

### Kính mắt Sao Thủy

Kính mắt Sao Thủy của Ami (Hình ảnh trong Anime 90s)

Kính mắt Sao Thủy (Mercury Goggle) còn được gọi là Virtual Reality Visor hay VR Visor là một tấm kính che mắt màu xanh trong suốt thỉnh thoảng được đeo bởi Sailor Mercury trong Anime, Manga, và Musical.
Mercury có thể làm cho chiếc kính xuất hiện hoặc biến mất bằng cách chạm vào bông tai bên phải của mình. Còn trong tập 34 và 170 thì Mercury chạm vào bông tai trái. Mercury sử dụng thiết bị này để quét dữ liệu và phân tích đối thủ, các hiện tượng trong trận chiến, cũng như thực hiện các phép tính.
Mercury Goggle được sử dụng như một công cụ đắc lực khi kết hợp với Super Computer của Sailor Mercury.
Mặc dù nguồn gốc của Mercury Goggle không bao giờ được giải thích trong Anime và Manga nhưng chức năng của nó đã được giải thích trong phần ghi chú của Naoko Takeuchi trong Materials Collection Artbook.
Trong tập 13 của Anime 90s, Mercury Google hiển thị dòng chữ "Arrest Mode" ở góc của màn hình. Đây là một tài liệu liên quan đến bộ phim RoboCop tương tự được hiển thị trên chiếc Super Computer của mình.
Đây là một trong số ít những items được sử dụng trong toàn bộ series.
Trong Sailor Moon R The Movie, tất cả các văn bản hiển thị trên màn hình của Mercury Goggle là Tiếng Đức.

### Siêu máy tính

Siêu máy tính của Thủy thủ Sao Thủy (hình ảnh trong phiên bản Anime 90s)

Siêu Máy Tính là vật dụng được Sailor Mercury sử dụng trong cả Manga và Anime. Tuy nhiên, nó lại có vai trò to lớn hơn về sau này. Siêu máy tính được Luna trao tặng cho Ami, nhằm phục vụ cho kỹ năng phân tích và trí thông minh siêu việt vốn có của cô.
Khi sử dụng Siêu máy tính, Mercury có thể phân tích môi trường xung quanh cô, giải quyết các vấn đề rất phức tạp về khoa học/toán học, truy tìm nhược điểm của kẻ thù, và phân tích dữ liệu rất gọn lẹ.
Chiếc siêu máy tính chỉ được xuất hiện khá vắn tắt trong phần Manga, nhưng đến phần Anime, Mercury đã sử dụng nó rất nhiều. Đặc biệt nổi bật nhất là vào phần đầu tiên, trước khi nó chỉ được sử dụng bình thường sau này, mặc dù cũng được xuất hiện vài lần trong mỗi phần sau.
Cũng không như hầu như các vật dụng của các chiến binh khác, Ami giữ nó như vật dụng riêng biệt và có thể sử dụng nó khi ở hình dáng người thường. Vì kích cỡ gọn gàng của nó, nên khá an toàn khi Ami mang nó bên mình mọi lúc.
- Chú thích thêm:

- Luna gọi sản phẩm này là "Ultra Compact Supercomputer (超小型スーパーコンピューター)" trong Tập 9.
- Đây là một trong số ít những items được sử dụng trong toàn bộ series.
- Chiếc siêu máy tính rất thú vị, bởi vì không giống hầu hết các vật dụng được sở hữu bởi các chiến binh, nó được dựa trên nền kỹ thuật hơn là pháp thuật. Mặc nhiên, dù chí ít nó cũng thiên về phía pháp thuật, vì Ami được trao tặng bởi Luna (vì Luna vốn trao toàn đồ phép thuật, ví dụ như bút biến hình, gậy mặt trăng), nhưng chức năng của nó lại không khác các loại máy tính thường.
- Trong Anime 90s, chiếc siêu máy tính chứa đựng nội dung có liên quan đến RoboCop (một bộ phim rất nổi tiếng). Màn hình hiển thị 03 mục tiêu tối ưu được chương trình hóa bởi Sĩ quan Murphy (xem series phim RoboCop để hiểu thêm).
- Chiếc siêu máy tính thường được kết nối chiếc gương đeo của Mercury. Sử dụng chiếc gương đeo ấy, cho phép Mercury xâm nhập và phân tích sâu hơn môi trường xung quanh.
- 05 nút bấm màu sắc trên chiếc máy, tương ứng với 05 chiến binh cận vệ: Lục (Jupiter), Cam (Venus), Hồng (Moon), Đỏ (Mars), và Lam (Mercury)

### Đàn hạc Sao Thủy

Thủy thủ Sao Thủy tấn công bằng đàn hạc (hình ảnh trong Manga)

Chiếc Đàn Hạc (Mercury Harp) là một trong những vật dụng quan trọng nhất của Thủy thủ Sao Thủy, được sử dụng xuyên suốt phần SuperS/Dream và Sailor StarS. Cùng với nó, cô có thể thi triển tuyệt kỹ tối thượng của cô, Bản Rhapsody của Sao Thủy (Mercury Aqua Rhapsody).
Trong Manga, Chiếc Đàn Hạc xuất hiện ngay đoạn đầu của Arc thứ 4. Sau khi bị tập kích bởi Đoàn Xiếc Tử Nguyệt (Dead Moon Circus), Palla Palla bán một chú cá – đội lốt bởi Mắt Cá (Fish-Eye) – cho Ami. Đêm ấy, Mắt Cá đã bẫy Ami trong một cơn ác mộng, ép cô phải chứng kiến sự bỏ rơi từ cha mẹ cô, và các Chiến Binh khác không cần đến cô. Mặc dù có thể nhìn thấu được ảo ảnh, nhưng Ami vẫn bị rơi trong bẫy. Khi nguồn năng lượng trong người dần bị hút cạn, Ami đã được Chiến Binh Hộ Vệ Năng lượng của chính mình cứu thoát. Chiến Binh ấy đã van nài Ami không được đầu hàng, gợi nhớ lại giấc mơ và những người cô yêu mến. Nắm vững lại được mọi điều, Ami triệu hồi Pha Lê Sao Thủy (Mercury Crystal), và từ đó cô chuyển hóa thành Siêu Thủy Thủ Sao Thủy (Super Sailor Mercury). Ngay sau khi chuyển hóa, chiếc Đàn Hạc xuất hiện trước mặt cô.
Chiếc Đàn Hạc liền thể hiện sự tri giác, nó tự giới thiệu cho Thủy Thủ Sao Thủy và nói rằng cô cần phải phá vỡ ác mộng mà cô đang bị chìm đắm. Sử dụng tuyệt kỹ Mercury Aqua Rhapsody, Thủy Thủ Sao Thủy đã tiêu diệt ảo ảnh, làm hiện nguyên hình Mắt Cá. Ngay khi ấy, Usagi và Chibiusa chạy đến cùng lúc và hóa thân thành Siêu Thủy Thủ Mặt Trăng và Mặt Trăng chibi, tiêu diệu gọn sạch Mắt Cá bằng tuyệt kỹ Moon Gorgeous Meditation. Từ lúc ấy, Thủy Thủ Sao Thủy sử dụng Đàn Hạc mọi lúc.
Trong Anime, cũng như mọi vật dụng Siêu tuyệt kỹ, chiếc Đàn Hạc không phải là một vật dụng mang tính vật lý. Tuy nhiên, nó là vật biểu tượng xuất hiện ngay đầu và đoạn kết thúc của chuyển hóa: "Mercury Crystal Power, Make Up!", hoặc đoạn đầu của tuyệt kỹ tối thượng. Khi thi triển đòn, cô triệu hồi một chiếc đàn hạc nước, nhìn tương tự như chiếc Đàn Hạc trong Manga.

## Trang phục

### Anime 90s
Sailor Mercury có một bộ đồng phục gần giống với Sailor Moon. Màu sắc chủ đạo của cô là màu xanh dương (đá đính trên vương miện, hoa tai, vòng cổ, hình tròn ở trung tâm nơ, váy, bốt, viền găng tay). Màu nhấn của cô là màu xanh nhạt (nơ). Hoa tai của cô có màu xanh (cô có thể nhấn để bật kính). Cổ áo cô có hai sọc, bốt cao đến đầu gối và có kiểu giống Sailor Moon. Nhưng nó có màu xanh và không gắn hình mặt trăng hay biểu tượng gì.
Sau khi lên phần Super, hoa tai của Sailor Mercury có thêm hai khuyên nhỏ nữa. Vòng cổ có đính một ngôi sao vàng. Cổ áo có một sọc trắng, hình tròn ở trung tâm nơ được đổi thành hình trái tim. Phía dưới miếng đệm vai bình thường là một miếng đệm nhọn, trong suốt.
Sailor Mercury còn có một chiếc máy tính mini, giúp cô quét và phân tích dữ liệu, cũng như để truy cập vào hệ thống máy tính khác. Khi cô nhấn vào khuyên tai của mình, một chiếc kính sẽ hiện ra trước mắt cô, cho phép Sailor Mercury quét hoặc biết thêm thông tin về kẻ thù của mình. Chẳng hạn như điểm yếu hay nạn nhân bị chúng tiêu khiển.

### Manga, Sailor Moon Crystal and Eternal
Trang phục đầu tiên của Sailor Mercury trong manga khá giống với trang phục của cô trong Anime. Tuy vậy, có một vài sự khác biệt như: Cổ áo của cô có ba sọc, cô không có miếng đệm vai và hoa tai của cô luôn có ba chiếc.
Trâm cài áo của cô đã được chuyển từ hình tròn sang hình trái tim khi Sailor Moon lên cấp Super. Sau khi nâng cấp Super, về cơ bản thì toàn bộ trang phục đều giống với Anime, trừ việc ngôi sao trên vòng cổ của cô có đính thêm đá quý ở giữa.
Sau khi nâng cấp lên thành Eternal Sailor Mercury, vòng cổ của cô có hình chữ V và ở nơ phía trước ngực có gắn trâm cài hình ngôi sao năm cánh màu xanh dương đậm. Miếng đệm vai của cô phồng lên, có màu xanh nhạt, đính thêm hai miếng vải ở dưới. Găng tay thì dài đến cánh tay cô. Trong artbook minh hoạ, cô có đeo chiếc vòng ruy băng ở gần cổ tay, đính ngôi sao năm cánh (Gần giống với Sailor Moon), nhưng nó không có mặt trong manga. Thắt lưng của cô gồm có 2 dải ruy băng màu xanh. Một xanh đậm và một xanh nhạt, dài và mỏng. Ở nơi giao nhau của hai loại ruy băng có đính một ngôi sao màu vàng. Nơ của cô có màu xanh nhạt. Váy của cô có hai lớp. Lớp trên là màu xanh và một lớp váy màu xanh sáng phía dưới. Bốt của cô cao đến đầu gối và có màu trắng, viền chữ V lật ngược màu xanh, đính ngôi sao năm cánh màu vàng. Vương miện của cô đính một ngôi sao năm cánh màu xanh dương, hoa tai của cô có màu xanh, hình ngôi sao.

### Live action
Trang phục của Sailor Mercury giống trong manga. Ngoại trừ phần màu xanh tối (vòng cổ, cổ áo, viền găng tay ở khuỷu tay, váy, và bốt) được thay bằng màu xanh da trời.

### Dark Mercury
Trang phục của Dark Mercury có một số thiết kế khác biệt. Vòng cổ, cổ áo, váy, viền găng tay của cô có màu tối hơn so với trang phục gốc khi cô còn là Sailor Mercury. Nơ của cô thay đổi hoàn toàn. Nó được thiết kế như một chú bướm, có màu xanh đậm, được tỉa nhỏ. Vòng cổ, cổ áo và bốt của cô được trang trí bằng hoa văn màu đen. Nơ sau của Dark Mercury có màu đen và được làm bằng ren. Tay áo của cô cũng được làm bằng ren giống như nơ sau. Nơ trước của cô cũng có một lớp ren đen ở phía sau. Một mặt dây chuyền có hình trái tim màu đen được đính trên vòng cổ, giống như chiếc đai màu đen quanh eo cô. Bông tai của cô có hình trái tim màu đen. Vương miện của Dark Mercury có màu bạc, trang trí màu đen, đính đá màu xanh ở trung tâm. Cô cũng đeo Dark Jewelry Star Bracelet ở tay trái. Màu tóc của cô là màu xanh dương nhưng có điểm thêm bóng đen.

### Nhạc kịch
Trong Musical, trang phục của Sailor Mercury có tới hai phiên bản:
Trong phiên bản đầu tiên, nơ của Sailor Mercury, viền găng tay, vòng cổ và tay áo có màu xanh. Trong khi váy và cổ áo của cô có màu xanh nước biển. Các phiên bản sau, trang phục đã có một lớp váy màu xám, cổ áo, và bốt. Trong khi nơ của cô, viền găng tay, và tay áo có màu xanh nhạt. Chiếc trâm cài gắn liền với nơ phía trước có hình tròn, xung quanh dát vàng với màu chính giữa là xanh. Cô cũng có một vòng tròn đính ở giữa vòng cổ. Hoa tai của cô có hình một vòng tròn. Tất cả trang trí trên trang phục, bao gồm cả sọc áo đều là màu vàng. Phiên bản
này không bao giờ xuất hiện lần nữa sau Sailor Moon S - Henshin - Super Henshin e no Michi (Kaiteiban).
Phiên bản thứ hai về cơ bản là giống với phiên bản Super trong Manga và Anime. Nơ trên, nơ sau, viền găng tay có màu xanh sáng. Cổ áo, bốt và vòng cổ có màu thiên thanh. Váy của cô có hai lớp. Lớp trên màu thiên thanh, lớp dưới màu xanh sáng. Các phiên bản sau của trang phục, viền găng tay đổi thành màu thiên thanh thay vì màu xanh nhạt. Vòng cổ của cô được trang trí bằng một ngôi sao năm cánh màu vàng với một vòng tròn màu thiên thanh và biểu tượng Sao Thủy ở trung tâm. Trâm cài áo ở nơ có hình trái tim màu xanh, viền vàng. Hoa tai của cô có ba chiếc, màu xanh.

### Princess Mercury
Cô mặc một váy đầm xanh dài qua chân, và dải băng đeo cổ được thắt nơ phía sau cổ. Cô mang giày cao gót màu xanh, đeo một sợi dây chuyền và cặp hoa tai xanh. Ký hiệu Sao Thủy luôn hiện diện trước trán cô.

## Chiêu thức & Sức mạnh

### Anime 90s
- Quyền năng

Mercury Power, Make Up! (Sức mạnh sao thủy, biến thân!) - Được sử dụng trong season đầu tiên. Cô dùng chiếc bút (gậy) biến hình để biến thành Sailor Mercury.
Mercury Star Power, Make Up! (Năng lượng tinh tú sao thủy, biến thân!) - Ami dùng bút biến thân tinh tú để biến thành Sailor Mercury (Thủy Thủ Sao Thủy).
Mercury Crystal Power, Make Up! (Năng lượng pha lê Thủy Tinh, biến thân!) - Ami dùng bút biến thân pha lê để biến thành Super Sailor Mercury (Siêu Thủy Thủ Sao Thủy).
- Chiêu thức tấn công

- Shabon Spray (Bong bóng phun tỏa) - Chiêu thức tấn công đầu tiên của Sailor Mercury. Chiêu này sẽ tạo ra một màn sương mù dày đặc, che mắt kẻ thù đồng thời hạ thấp nhiệt độ không gian xung quanh, riêng các Senshi vẫn có thể nhìn thấy. Đây là một chiêu thức hỗ trợ, không có khả năng sát thương đáng kể kẻ thù.
- Shabon Spray Freezing (Bóng bóng phun toả đóng băng) - Một chiêu thức mạnh hơn chiêu Shabon Spray. Nó có thể làm bị thương hoặc khiến kẻ thù bị đóng băng. Sử dụng lần đầu tiên trong Sailor Moon R.
- Double Shabon Spray Freezing (Bong bóng phun toả băng kép) - Mạnh hơn chiêu Shabon Spray Freezing một chút, được sử dụng duy nhất với Giwaku.
- Shine Aqua Illusion (Ảo ảnh thủy quang) - Mercury sẽ tung ra một "vụ nổ nước", có thể tiêu diệt hoặc đóng băng kẻ thù.
- Mercury Aqua Rhapsody (Thủy Tinh đàn hạt thủy kích) - Chiêu thức mạnh nhất của Mercury. Cô sẽ chơi một cây đàn hạt làm từ nước. Nước từ cây đàn hạc sẽ phun ra và bắn về phía kẻ thù. Cô nhận được khả năng tấn công này trong phần SuperS.
- Mercury Aqua Mirage (Bóng nước ảo ảnh Thủy Tinh) - Một chiêu thức chỉ xuất hiện trong manga và ngoại truyện " Mối tình đầu của Ami ". Nó bao bọc kẻ thù bằng nước rồi nổ tung. Cuối cùng là kẻ thù bị tiêu diệt.

### Manga, Sailor Moon Crystal and Eternal
- Quyền năng

- Mercury Power, Make Up (Năng lượng Sao Thủy, biến thân) - Sailor Mercury dùng bút biến thân để biến thành Sailor Mercury (Thủy Thủ Sao Thủy).
- Mercury Star Power, Make Up (Năng lượng tinh tú Sao Thủy, biến thân) - Sailor Mercury dùng bút biến thân tinh tú để biến thành Sailor Mercury.
- Mercury Planet Power, Make Up (Năng lượng hành tinh Sao Thủy, biến thân) - Cô sử dụng sức mạnh từ hành tinh của mình, đã được nâng cấp lên bởi Tân Nữ hoàng Serenity, giúp cô biến thành Sailor Mercury (Thủy Thủ Sao Thủy).
- Mercury Crystal Power, Make Up (Năng lượng pha lê Sao Thủy, biến thân) - Sailor Mercury sử dụng Mercury Crystal (Pha lê Sao Thủy) để biến thành Super Sailor Mercury (Siêu Thủy Thủ Sao Thủy).
- Chiêu thức tấn công

- Mercury Aqua Mist (Sương mù ảo ảnh Sao Thủy) - Một chiêu thức xuất hiện trong bản in lại của manga, tương tự như Shabon Spray (Bong bóng nước phun bọt) trong Anime.
- Hyperspatial Sphere Generate (Không gian vô tận, thiết lập) - Đây là chiêu thức mà Sailor Mercury chỉ sử dụng duy nhất một lần trong manga, Act 11, để tránh cho quán Game Crown bị phá huỷ.
- Shine Aqua Illusion (Ảo ảnh ánh sáng nước) - Chiêu thức này khiến cho kẻ thù sẽ bị cuốn đi theo dòng nước.
- Shine Snow Illusion (Ảo ảnh ánh sáng tuyết) - Tạo ra một cơn bão tuyết thổi bay kẻ thù.
- Mercury Aqua Mirage (Bóng nước ảo ảnh Sao Thủy) - Một cuộc tấn công chỉ xuất hiện trong ngoại truyện "Mối tình đầu của Ami".
- Mercury Aqua Rhapsody (Sao Thủy Đàn hạt thủy kích) - Sailor Mercury chơi đàn hạc để "gửi" tới kẻ thù của mình những tia nước mạnh mẽ. Cô sử dụng được chiêu thức này sau khi biến hình bằng Mercury Crystal (pha lê Sao Thủy).

### Live action
- Quyền năng

- Mercury Power, Make Up! - Được cô sử dụng để biến thành Sailor Mercury.
- Dark Power, Make Up! - Được cô sử dụng để biến thành Dark Mercury.
- Chiêu thức tấn công

- Mercury Aqua Mist - Chiêu thức đầu tiên của Sailor Mercury. Nó sẽ phun nước vào kẻ thù.
- Shine Aqua Illusion - Một chiêu thức tương tự trong Anime và Manga.
- Mercury Aqua Blizzard - Chiêu thức này sẽ phun ra hàng ngàn băng tuyết, giúp đóng băng kẻ thù.
- Mercury Aqua Cyclone - Một chiêu thức chỉ xuất hiện một lần trong Live Action. Nó tuôn ra một dòng nước mạnh mẽ, tấn công kẻ thù.
- Mercury Aqua Storm - Chiêu thức tấn công đặc biệt của Sailor Mercury khi cô sử dụng Sailor Star Tambourine.
- Unnamed Attack - Sailor Mercury sử dụng một chiêu thức, nhưng nó không được nên tên trên màn hình. Trong đó, cô sử dụng Sailor Star Tambourine để "gửi" đến kẻ thù của mình một năng lượng màu xanh hình ngôi sao.

### Dark Mercury
- Biến đổi

- Dark Power, Make Up! (Sức mạnh đen tối, biến hình!) - Cô sử dụng Dark Jewelry Star Bracelet để biến thành Sailor Mercury.
- Chiêu thức tấn công

- Dark Sword - Dark Mercury biến một viên nước đá thành thanh kiếm và sử dụng nó để chiến đấu.

### Video Games
- Splash Launcher: Sóng nước giật phóng - Sử dụng trong Sailor Moon Arcade Game.
Trong MUGEN, cô sẽ tạo ra một dòng nước dài tấn công kẻ thù. Cơ bản, những chuyển động Crash Launcher giống như Shine Aqua Illusion trong R movie.
- Shine Aqua Cutter: Lưỡi dao ánh sáng nước - Sử dụng trong Sailor Moon Arcade Game.
Trong MUGEN, chân cô sẽ được tiếp sức mạnh, cô sẽ xoay người ngang, chân cô lúc sẽ là một lưỡi dao nước và xoay người liên tục đạp và tấn công kẻ thù.
- Mirage Wave: Cơn sóng ảo ảnh - Sử dụng trong Sailor Moon Arcade Game.
Trong MUGEN, cô sẽ tạo ra 3 cơn sóng liên tiếp ập vào kẻ thù.
- Aqua Ribbon Upper: Thượng thủy ruy băng- Được sử dụng trong Sailor Moon dành cho Mega Drive.
Trong một video fanmade, nó trở thành một đòn tấn công bằng cách sử dụng Đàn hạc Sao Thủy và tạo ra một luồng nước có hình lốc xoáy dài xuống trông giống sợi ruy băng (ribbon).
- Break Step - Được sử dụng trong Sailor Moon dành cho Mega Drive.
- Water Stream: Dòng nước tuôn trào -Được sử dụng trong Sailor Moon S dành cho Super Famicom. Trong một video fanmade, nó được sử dụng như một đòn tấn công ma thuật bằng cách tạo ra một luồng nước cuộn tròn vào đối thủ.
- Reverse Spin Kick - Được sử dụng cho Sailor Moon dành cho 3DO.
- Reverse Break Step - Được sử dụng trong Sailor Moon R dành cho Super Famicom, Sailor Moon S: Jougai Rantou? Shuyaku Soudatsusen?, Sailor Moon SuperS: Zenin Sanka! Shuyaku Soudatsusen.
- Water Bullet: Đạn nước - Được sử dụng trong Sailor Moon S: Jougai Rantou? Shuyaku Soudatsusen và Sailor Moon Supers: Zenin Sanka! Shuyaku Soudatsusen.

## Thông tin bên lề
- Sailor Mercury mang tên của hành tinh của tên trong Hệ Mặt Trời, được đặt theo tên của một vị thần trong thần thoại La Mã là Mercury. Tên tiếng Nhật của hành tinh này là "Suisei" (水星; Sao Thủy). Trong chiêm tinh học Phương Tây, Sao Thủy là hành tinh đại diện cho cung hoàng đạo của Ami - Xử Nữ. Ngoài ra, vũ khi của Sailor Mercury là một cây đàn hạc. Đây cũng là một món đồ của thần Hermes trong thần thoại Hy Lạp, tương đương với thần Mercury trong thần thoại La Mã.
- Trên thực tế, Ami thường bị coi là Chiến binh Thủy thủ có năng lực yếu nhất. Tuy vậy, ở Nhật Bản, cô lại là Chiến binh được nhiều người yêu thích nhất. Dù đôi khi có phải "nhường" vị trí này cho Sailor Chibi Moon vì người xem thường là thiếu nhi. Điều này chủ yếu vì Ami là một cô gái ngoan ngoãn, hiếu học, là hình mẫu tiêu biểu cho trẻ em Nhật.
- Thiết kế ban đầu của Sailor Mercury trong Materials Collection, bộ trang phục của cô có áo dài tay, đính ruy băng màu hồng, ngoài ra còn có cả màu xanh và trắng. Nó cũng có nói rằng màu mắt của cô thay đổi từ xanh tối sang màu xanh sáng khi biến hình.
- Sailor Mercury nhận được hầu hết các loại vũ khí trong Live Action: Water Sword, Mercury Sword, và khi là Dark Mercury, cô có nhận được Dark Sword.
- Trong Act Zero của Live Action, trước khi Ami phát hiện ra rằng mình là Sailor Mercury, Ami đã tưởng tượng mình là "Sailor A", mặc trang phục giống Sailor V.
- Trong ngoại truyện " Mối tình đầu của Ami ", Ami được biết là bị dị ứng với thư tình, và mỗi khi cầm nó, cô sẽ lại bị phát ban.
- Số thành viên của Ami trong Three Lights Fan Club là 25, vì thế, cô là người đầu tiên trong số các Senshi gia nhập Club này.
- Cô là một trong số hai Senshi trong hệ mặt trời có tên được viết bằng chữ Hán. Một người khác nữa là Minako Aino.
- Trong Live Action và ngoại truyện "Mối tình đầu của Ami", Ami có đeo kính, mặc dù cô không cận. Thực chất cô đeo chúng là để ra vẻ:v.
- Trong Act 15 của manga, Ami thể hiện rằng mình cảm nhận được nước, mặc dù cô chưa biến hình.
- Trong trailer lồng tiếng Anh của DiC, ban đầu Ami được gọi là "Blue".
- Trong Poster và thiết kế bìa đĩa DVD ban đầu, Dark Mercury có nắm giữ một cây đàn hạc, nhưng nó không bao giờ được sử dụng trong PGSM (thay vào đó, cô sử dụng Dark Sword). Thiết kế của cung đàn đã được sửa đổi và trở thành con dao găm được Zoisite sử dụng.
- Biệt danh "Akumi" là sự kết hợp của từ chữ Hán "Aku" (悪; tà ác) và "Mi" (美; vẻ đẹp). Tên Akumi là một cách chơi chữ đối với tên thật của Ami (亜美), tương tự trong cả chữ hán và phát âm.
- Theo "Oshiokiyo" Omake* trên đĩa DVD, Dark Mercury được gọi là Darkury trên phim trường.Darkury - Một cái tên chưa bao giờ xuất hiện trong phim, đã nhanh chóng được các fan hâm mộ truyền tai nhau và trở thành một biệt danh vô cùng phổ biến đối với nhân vật này.